# Xenopsylla nilotica
Xenopsylla nilotica är en loppart som först beskrevs av Jordan et Rothschild 1908.  Xenopsylla nilotica ingår i släktet Xenopsylla och familjen husloppor. Inga underarter finns listade i Catalogue of Life.